# Galaxia la Calera
Galaxia la Calera är en ort i Mexiko.   Den ligger i kommunen Puebla och delstaten Puebla, i den sydöstra delen av landet, 110 km öster om huvudstaden Mexico City. Galaxia la Calera ligger 2 188 meter över havet och antalet invånare är 2 850.
Terrängen runt Galaxia la Calera är platt åt nordväst, men åt sydost är den kuperad. Runt Galaxia la Calera är det mycket tätbefolkat, med 2 614 invånare per kvadratkilometer. Närmaste större samhälle är Puebla de Zaragoza, 6,9 km nordväst om Galaxia la Calera. Trakten runt Galaxia la Calera består till största delen av jordbruksmark.